# Länsväg 240
De Zweedse weg 240 (Zweeds: Länsväg 240) is een provinciale weg in de provincie Värmlands län in Zweden en is circa 75 kilometer lang.

## Plaatsen langs de weg
- Väse
- Molkom
- Sunnemo
- Hagfors

## Knooppunten
- E18 bij Väse (begin)
- Riksväg 63: gezamenlijk tracé, bij Molkom
- Länsväg 246 bij Hagfors (einde)